# عثمان باي
عثمان باي أو عثمان باي بن علي باي تونس من 15 سبتمبر 1814 إلى 20 ديسمبر 1814، وهو سادس بايات تونس.

## المولد والوصول للحكم
ولد عثمان باي يوم الجمعة 27 ماي 1763 من أبيه علي باي الثاني و أم جارية.

بعد وفاة أخيه غير الشقيق حمودة باشا، قام الوزير الأعظم أنذاك يوسف صاحب الطابع بمبايعة عثمان كباي جديد للإيالة التونسية و قامت بقية الأسرة الحسينية بمبايعته.

## مقتله
قام محمود بقتل عثمان باي، الذي كان مصاباً بالجمرة الخبيثة مما سبب له الشلل على مستوى الرقبة، ببندقية وطعناً بخنجر مستعينا بولديه حسين ومصطفى على الساعة العاشرة ليلا من يوم 20 ديسمبر 1814.